# Episodi di Flashpoint (terza stagione)
La terza stagione della serie televisiva Flashpoint è stata trasmessa in prima visione in Canada da CTV dal 16 luglio 2010 al 6 febbraio 2011.
In Italia è stata trasmessa in prima visione satellitare da AXN dal 18 gennaio al 5 aprile 2011.
| nº | Titolo originale   | Titolo italiano       | Prima TV Canada   | Prima TV Italia  |
| -- | ------------------ | --------------------- | ----------------- | ---------------- |
| 1  | Unconditional Love | Amore incondizionato  | 16 luglio 2010    | 18 gennaio 2011  |
| 2  | Severed Ties       | Una seconda occasione | 6 agosto 2010     | 18 gennaio 2011  |
| 3  | Follow the Leader  | La parola del capo    | 13 agosto 2010    | 25 gennaio 2011  |
| 4  | Whatever It Takes  | Ad ogni costo         | 20 agosto 2010    | 1º febbraio 2011 |
| 5  | The Other Lane     | Traffico d'armi       | 3 settembre 2010  | 15 febbraio 2011 |
| 6  | Jumping at Shadows | Una famiglia in fuga  | 10 settembre 2010 | 1º marzo 2011    |
| 7  | Acceptable Risk    | L'inchiesta           | 17 settembre 2010 | 8 marzo 2011     |
| 8  | Collateral Damage  | Danno collaterale     | 4 gennaio 2011    | 8 febbraio 2011  |
| 9  | Thicker Than Blood | Un caso di coscienza  | 11 gennaio 2011   | 22 febbraio 2011 |
| 10 | Terror             | Caccia alle streghe   | 18 gennaio 2011   | 22 marzo 2011    |
| 11 | No Promises        | Nessuna promessa      | 25 gennaio 2011   | 15 marzo 2011    |
| 12 | I'd Do Anything    | Una coppia perfetta   | 1º febbraio 2011  | 29 marzo 2011    |
| 13 | Fault Lines        | Punto di rottura      | 6 febbraio 2011   | 5 aprile 2011    |

## Amore incondizionato
- Titolo originale: Unconditional Love
- Diretto da: David Frazee
- Scritto da: Mark Ellis e Stephanie Morgenstern

### Trama
Dopo aver esploso dei colpi di arma da fuoco un uomo fugge in macchina, ma rimane vittima di un incidente stradale, decide quindi di rubare l'auto ad una donna che si ferma per soccorrerlo nonostante a bordo ci sia una bambina. L'intervento della SRU viene richiesto in quanto la vittima è Greg Lowing, agente in incognito della sezione anti crimine. Ed discute con la moglie perché nonostante la giornata libera rientra in servizio per un 1033 (Agente ferito).

## Una seconda occasione
- Titolo originale: Severed Ties
- Diretto da: Holly Dale
- Scritto da: Treena Hancock e Mellisa R. Byer

### Trama
Il figlio di Greg si è rotto un braccio in un incidente con la moto, ma l'ex moglie non lo ha informato. La moglie di Ed, Sophie, è incinta del secondo figlio. Becky Corday, cinque anni, viene rapita al parco giochi. La SRU fa irruzione a casa di Clarence Fogel, un uomo con precedenti per pedofilia, visto al parco mentre scattava foto. Ma la bambina non c'è quindi inizia la ricerca. Quando scompare anche Riley Adler la squadra scopre che le due bambine sono state adottate e la donna bionda che le ha rapite è la madre naturale da poco uscita di prigione.
- Guest star: Kelly Rowan (Maggie Perrello)

## La parola del capo
- Titolo originale: Follow the Leader
- Diretto da: David Frazee
- Scritto da: James Hurst

### Trama
Alle 12.45 un anonimo telefona al 911 per segnalare una serie di attacchi bomba previsti nel corso della giornata con bersagli sconosciuti. Gli attentati hanno movente razzista e sono promossi dal gruppo di suprematisti bianchi di Victor Akland. La squadra si reca alla sede dell'associazione per arrestare i membri e impedire loro di agire. Ma due membri del gruppo e Victor sono già in missione con tre pacchi bomba.

## Ad ogni costo
- Titolo originale: Whatever It Takes
- Diretto da: Holly Dale
- Scritto da: Graeme Manson

### Trama
Carton Neword rientra di corsa a casa, subito dopo tre individui mascherati irrompono e lo rapiscono di fronte alla sorellina di 7 anni. La squadra entra in azione, ma non ci sono richieste di riscatto e il ragazzo, un promettente playmaker, non è coinvolto con le gang del quartiere. Quando arriva una telefonata anonima al 911 che segnala un'aggressione in atto alla Easterntech, Ed e Sam intervengono salvando Carton, ma il ragazzo fugge con Cory, un compagno di squadra e il mistero si infittisce.

## Traffico d'armi
- Titolo originale: The Other Lane
- Diretto da: Erik Canuel
- Scritto da: Bobby Theodore

### Trama
Sophie bloccata a letto dalla gravidanza si trasferisce, con il figlio Clarke, dalla madre per portare avanti la gestazione e riflettere. Un uomo tratta con un gruppo di trafficanti di armi in una casa di lusso quando parte una raffica di mitraglietta. La squadra viene allertata dalla telefonata di una vicina che ha udito gli spari. La SRU fa irruzione, ma due degli uomini armati si barricano in una camera.

## Una famiglia in fuga
- Titolo originale: Jumping at Shadows
- Diretto da: Kelly Makin
- Scritto da: Mark Ellis e Stephanie Morgenstern

### Trama
Dean, il figlio di Greg, gli fa visita al lavoro senza preavviso dopo dieci anni. Kate Hewlett, addetta del centralino emergenze, riceve una telefonata da Alexis, una bimba che la chiama spesso. Durante la telefonata si sente uno sparo e la bambina dichiara che l'aggressore è suo padre. La squadra viene inviata sul luogo della sparatoria, ma nella casa trovano solo la madre, Heather Sobol, ferita alla testa.

## L'inchiesta
- Titolo originale: Acceptable Risk
- Diretto da: David Frazze
- Scritto da: Pamela Davis

### Trama
L'Unità di Intervento Strategico è sotto inchiesta, i membri vengono divisi e interrogati separatamente. Chiamata in azione per degli spari durante un party aziendale, la squadra uno era entrata nell'edificio per circoscrivere la minaccia, ma sono morti anche nove ostaggi.
- Guest star: Lauren Holly (Jill Hastings)

## Danno collaterale
- Titolo originale: Collateral Damage
- Diretto da: Kelly Makin
- Scritto da: Aaron Brindle

### Trama
Durante il trasporto in prigione Frank McCormick, pilota di linea accusato di aver ucciso sua figlia, evade grazie a Carl Voss, un altro detenuto. La squadra intercetta il veicolo in cui si presuppone sia fuggiti i due evasi e un complice, ma McCormick non è a bordo. Nel frattempo da casa McCormick viene effettuata una telefonata al 911. Quando la SRU arriva sul posto Carry, la moglie di Frank che in mattinata aveva testimoniato contro il marito, è scomparsa.
- Guest star: Jonathan Scarfe (Frank McCormick)

## Un caso di coscienza
- Titolo originale: Thicker Than Blood
- Diretto da: David Frazee
- Scritto da: Andrea Stevens

### Trama
Il Signor Finch si reca alla Vickerton Credit Union per prelevare 40.000 dollari in contanti, ma la cifra supera il suo tetto massimo di prelievo giornaliero. Non ottenendo il denaro l'uomo prende il ostaggio la filiale.

## Caccia alle streghe
- Titolo originale: Terror
- Diretto da: Erik Canuel
- Scritto da: Melissa R. Byer e Treena Hancock

### Trama
Nel suo giorno libero Jules sta prendendo un gelato con Steve, il paramedico suo ex compagno di scuola, quando sentono un colpo di arma da fuoco provenire dal ristorante Sultan'S Grill. Avvisata la SRU i due entrano per soccorrere l'uomo ferito, ma vengono presi in ostaggio con gli altri clienti presenti nel locale.

## Nessuna promessa
- Titolo originale: No Promises
- Diretto da: Charles Binamé
- Scritto da: Russ Cochrane

### Trama
Un terribile incidente stradale tra un pullman e l'auto civetta del Sergente Oliver McCoy, ex istruttore di Spike, consente ai due detenuti che il poliziotto stava trasportando in carcere di tentare la fuga. La squadra uno viene chiamata per condurre le trattative per la liberazione dei passeggeri sequestrati.

## Una coppia perfetta
- Titolo originale: I'd Do Anything
- Diretto da: Helen Shaver
- Scritto da: Pamela Davis e Bobby Theodore

### Trama
La detective Merry Danner, sezione anti riciclaggio, indaga su Alex Carson per furto e clonazione di carte di credito in ristoranti di lusso e atelier di alta moda. Il compito della squadra è infiltrarsi nella discoteca dove deve avere luogo la vendita di un pacchetto contenente i dati rubati con la clonazione delle carte e arrestare Carson e il suo cliente. Sofia ha chiesto ad Ed di scegliere tra la famiglia e il lavoro
- Guest star: Rachel Blanchard (Jackie Emery)

## Punto di rottura
- Titolo originale: Fault Lines
- Diretto da: David Frazee
- Scritto da: Mark Ellis e Stephanie Morgenstern

### Trama
La squadra uno si deve sottoporre al test psicoattitudinale per la riqualificazione. Donna si occupa della riqualificazione tattica analizzando la prontezza di intervento e il coordinamento nell'azione con una simulazione di intervento. Al Dottor Larry Toth, psicologo dell'esercito, viene affidata la valutazione psichiatrica.
- Guest star: Victor Garber (dott. Larry Toth)